# Riviera Slovenă

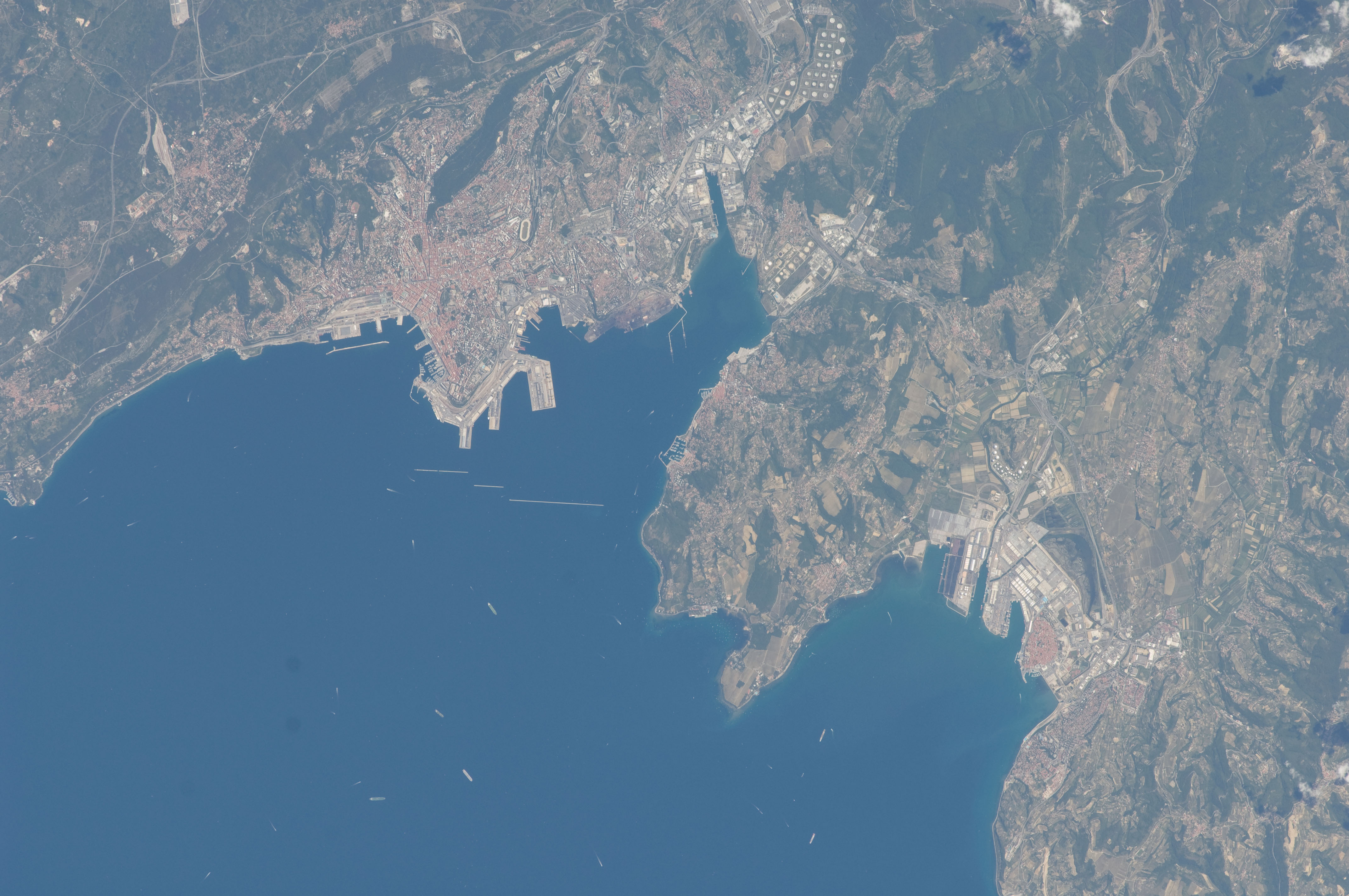
Imaginea prin satelit a orașului Trieste și a golfului său

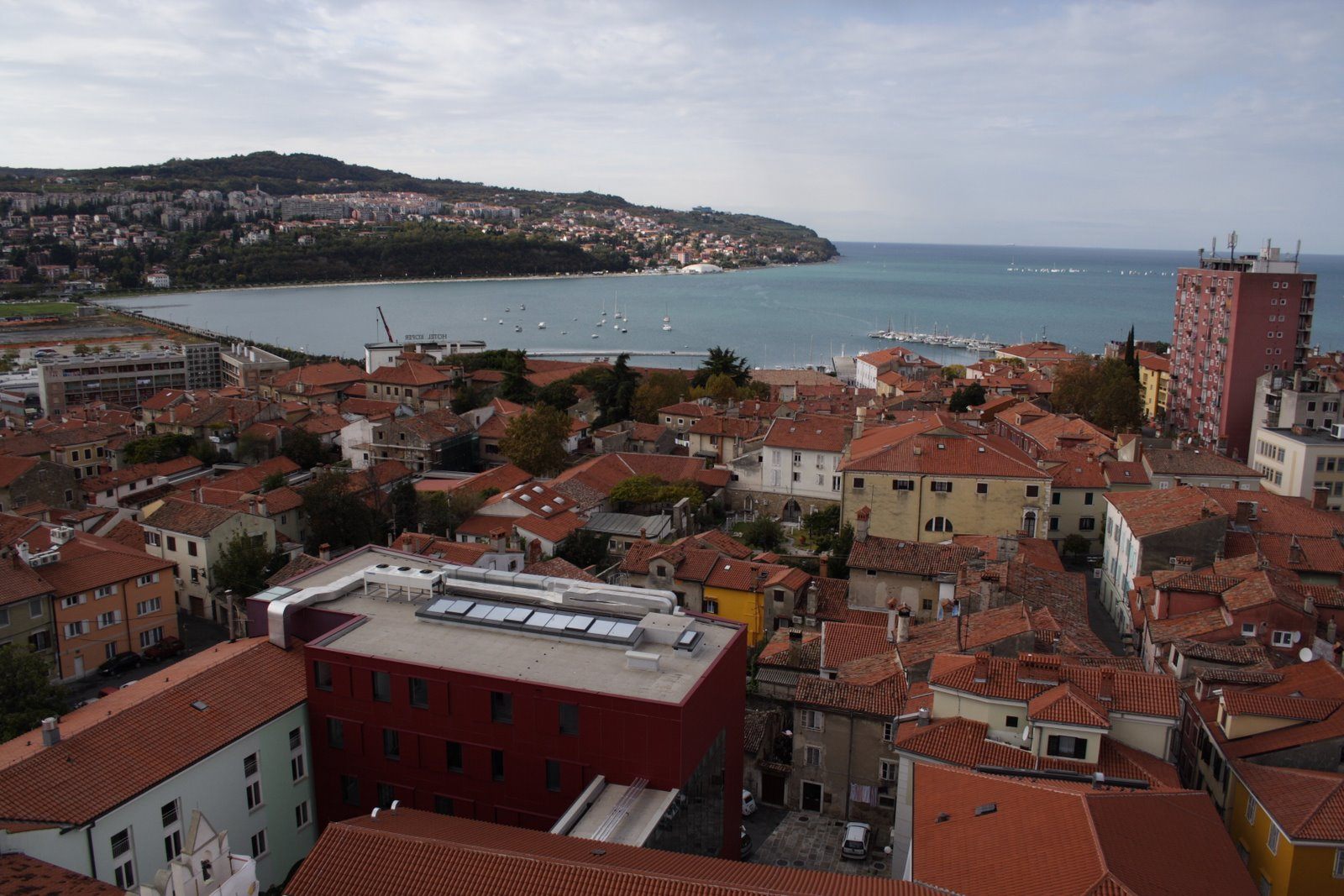
Koper

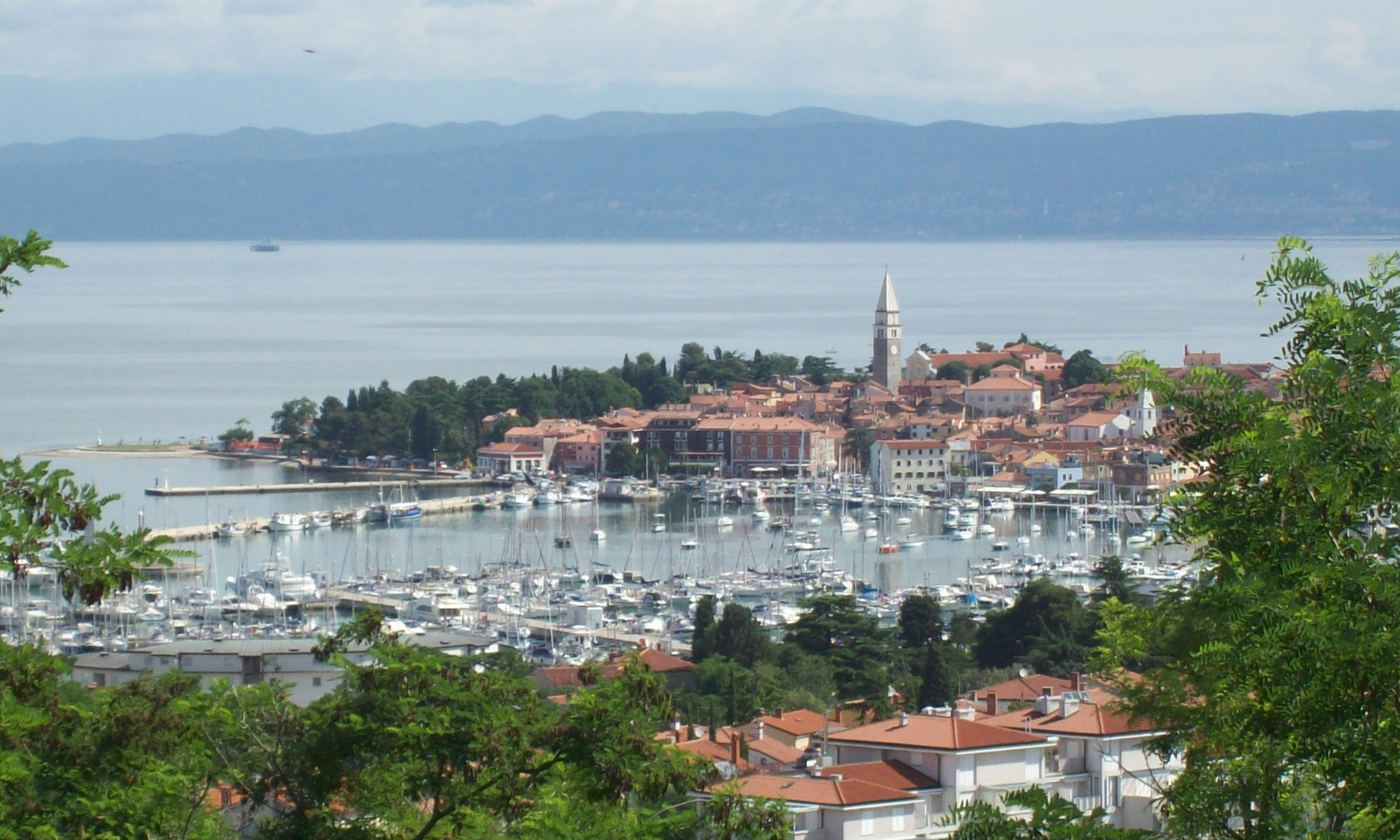
Izola

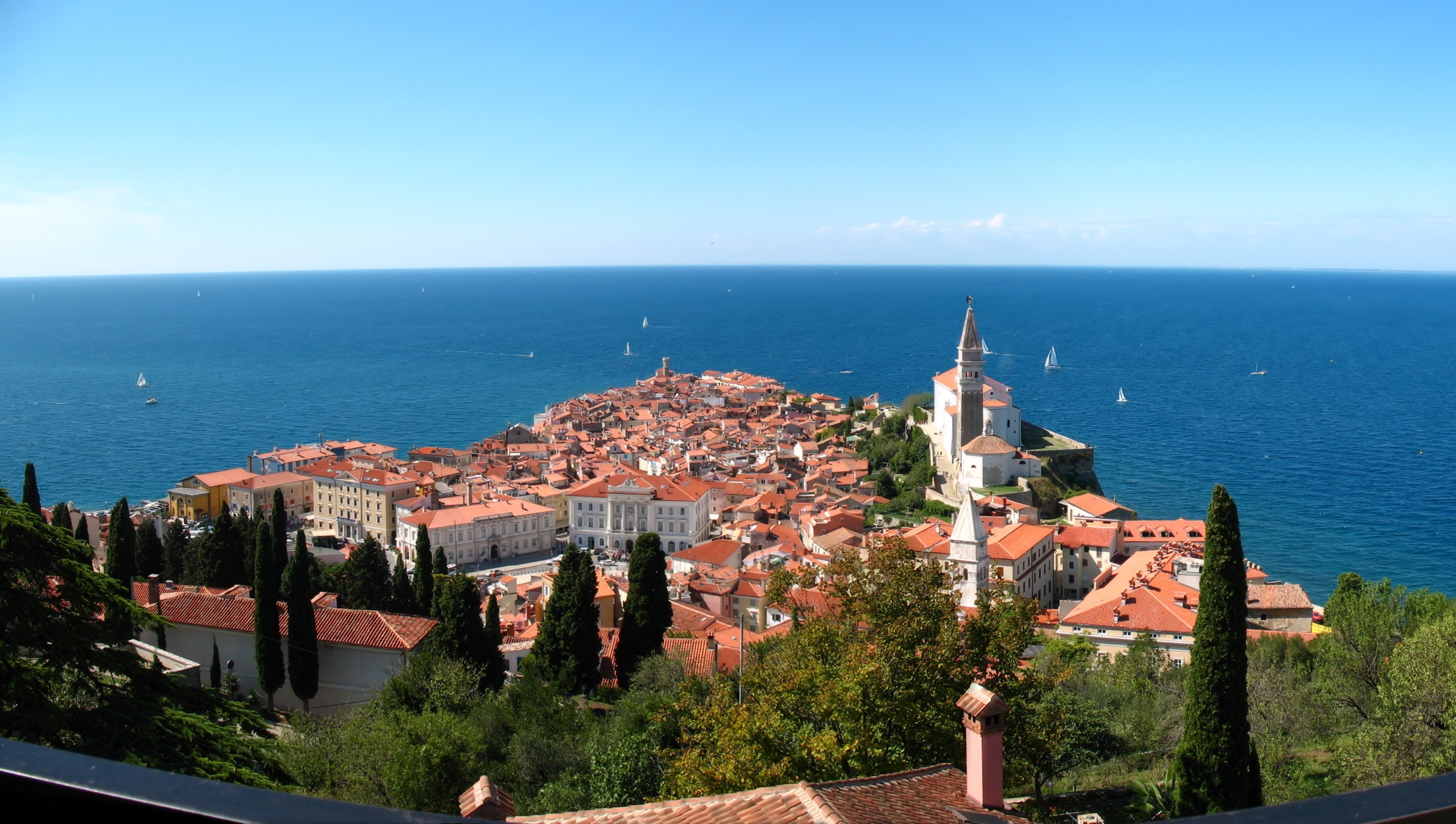
Piran

Riviera slovenă (în slovenă Slovenska obala) este linia de coastă a Sloveniei, situată în Golful Trieste la Marea Adriatică . Face parte din peninsula Istria și are o lungime de 46,6 km.  Regiunea cuprinde orașele Koper și Piran cu Portorož și municipiul Izola . Este o destinație turistică la malul mării, cu un patrimoniu multietnic vibrant sloven și italian. 

## Geografie
Situat în Istria Slovenă, Riviera aparține regiunii statistice Coasta-Karst și regiunii istorice a litoralului sloven . Este mărginită la nord de Italia, iar la sud de Croația . Cel mai nordic punct este capul Debeli Rtič, lângă Golful Koper ; iar cel mai sudic este satul Sečovlje, lângă Golful Piran, situat în apropierea Parcului Natural Sečovlje Salina . 
Cele 14 așezări de pe coastă, împărțite în comune, sunt: 
- Ankaran (în italiană: Ancarano). [2]
- Koper (în italiană Capodistria): cu Bertoki (în italiană Bertocchi).
- Izola (în italiană Isola): cu Dobrava și Jagodje .
- Piran (în italiană Pirano    ): Cu Fiesa, [3] Lucija, Parecag, Portorož (în italiană Portorose    ), Seča, Sečovlje și Strunjan .

## Transport
Litoralul numără porturile Koper, Izola, Piran, Lucija și Portorož. Gara Koper este capătul liniei Divača-Koper, iar Aeroportul Portorož este situat lângă Sečovlje, aproape de granița croată . Drumul principal care deservește Riviera este drumul național 111, care se alătură autostrăzii A1 (spre Ljubljana și Maribor ) la Koper. 

## Vezi si
- Riviera
- Râul Dragonja
- Golful Veneției